# Lytta benguellana
Lytta benguellana es una especie de coleóptero de la familia Meloidae.

## Distribución geográfica
Habita en Benguella.